# Pohlia ampullacea
Pohlia ampullacea är en bladmossart som beskrevs av Hampe in C. Müller och Hirendra Chandra Gangulee 1974. Pohlia ampullacea ingår i släktet nickmossor, och familjen Bryaceae. Inga underarter finns listade i Catalogue of Life.